# 장천비
장천비(張遷碑)는 중국 후한(後漢) 영제(靈帝:재위 168∼189) 중평(中平) 3년에 새긴 비문(碑文)이다. 예서(隸書)로 된 법첩(法帖)의 하나로, 비의 높이는 2.85m, 너비는 0.96m. 15행으로 행마다 42자씩 음각되어 있다. 명나라 초에 출토되었다.

## 같이 보기
- 유한지 예서 기원첩